# Ясень шерстистый
Я́сень шерсти́стый, либо ясень Зи́больда (лат. Fraxinus lanuginosa) — вид двудольных растений рода Ясень (Fraxinus) семейства Маслиновые (Oleaceae). Вид впервые описан в 1926 году японским ботаником Гэнъити Коидзуми.

## Распространение, описание

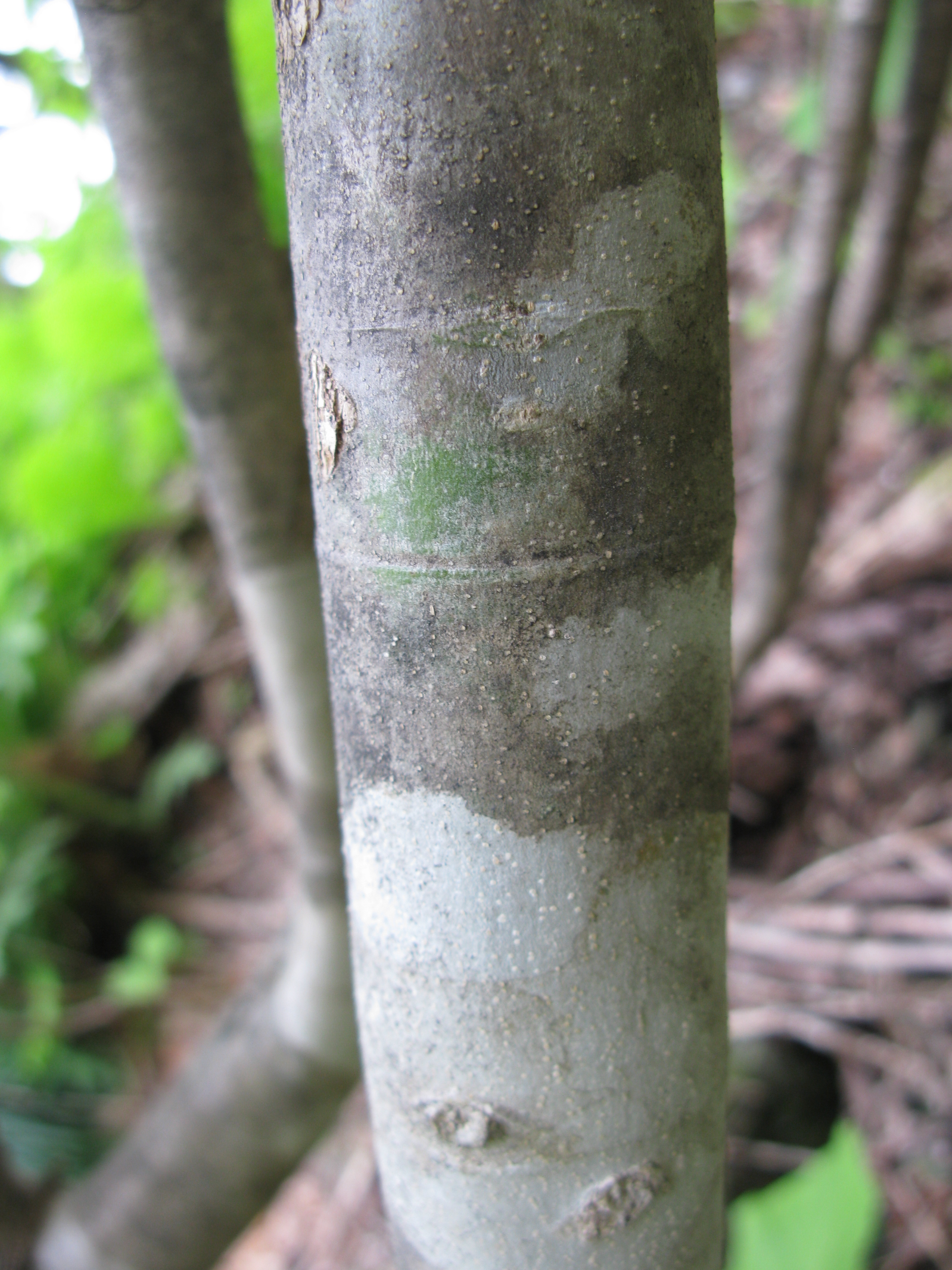
Ствол

Распространён на Дальнем Востоке России и в Японии.
Фанерофитное листопадное дерево. Побеги прямостоячие. Листья сложные, черешкового прикрепления, с перистым членением; размещены ближе к верхушке дерева. Листорасположение супротивное. Цветки размером до 1 см с незаметным околоцветником. Плод — крылатка.

## Значение
В Японии древесина ясеня шерстистого используется для изготовления бейсбольных бит.

## Замечания по охране
Внесён в Красную книгу Сахалинской области России. Из-за постоянных заготовок древесины сохранность вида вызывает опасения и в Японии.

## Синонимы
Синонимичные названия:
- Fraxinus lanuginosa var. serrata (Nakai) H.Hara
- Fraxinus lanuginosa f. serrata (Nakai) Murata
- Fraxinus lanuginosa f. velutina (Nakai) Kitam.
- Fraxinus sambucina var. pubescens (Koidz.) Nakai
- Fraxinus sambucina var. velutina Nakai
- Fraxinus sieboldiana var. koiei Koidz.
- Fraxinus sieboldiana var. pubescens Koidz.
- Fraxinus sieboldiana var. serrata Nakai